# Andrew Price

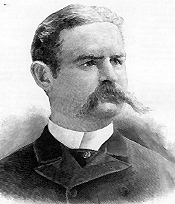
Andrew Price

Andrew Price (* 2. April 1854 bei Franklin, St. Mary Parish, Louisiana; † 5. Februar 1909 im Lafourche Parish, Louisiana) war ein US-amerikanischer Politiker. Zwischen 1889 und 1897 vertrat er den Bundesstaat Louisiana im US-Repräsentantenhaus.

## Werdegang
Andrew Price wurde 1854 auf der Chatsworth-Plantage im St. Mary Parish geboren. Danach absolvierte er mehrere private Schulen. Nach einem anschließenden Jurastudium an der Cumberland University in Tennessee und der Washington University in St. Louis (Missouri) sowie seiner im Jahr 1877 erfolgten Zulassung als Rechtsanwalt begann er in St. Louis in seinem neuen Beruf zu  arbeiten. Im Jahr 1880 kehrte er nach Louisiana zurück, wo er sich mit dem Zuckeranbau befasste.
Politisch war Price Mitglied der Demokratischen Partei. Im Jahr 1888 war er Delegierter zur Democratic National Convention in St. Louis, auf der Präsident Grover Cleveland für eine weitere Amtszeit nominiert wurde; die Wahl gewann dann aber der Republikaner Benjamin Harrison. Nach dem Tod seines Schwiegervaters, des Kongressabgeordneten Edward James Gay, wurde Price bei der fälligen Nachwahl für den dritten Sitz von Louisiana als dessen Nachfolger in das US-Repräsentantenhaus in Washington, D.C. gewählt, wo er am 2. Dezember 1889 sein neues Mandat antrat. Nach drei Wiederwahlen konnte er bis zum 3. März 1897 im Kongress verbleiben.
Nach seinem Ausscheiden aus dem Repräsentantenhaus zog sich Andrew Price wieder aus der Politik zurück. Er starb am 5. Februar 1909 auf der Acadia-Plantage im Lafourche Parish. Andrew Price war mit Anna Margaret Gay Price (1855–1939), der Tochter seines Vorgängers im Kongress, verheiratet.